# Saut à la perche masculin aux championnats du monde d'athlétisme 1995
Navigation
Stuttgart 1993 Athènes 1997
L'épreuve de saut à la perche masculin des championnats du monde d'athlétisme  de 1995 s'est déroulée les 9 et 11 août de la même année à l'Ullevi Stadion de Göteborg (Suède), remportée pour la 5e fois consécutive par l'Ukrainien Sergueï Bubka.
Le Russe Maksim Tarasov, médaillé de bronze des deux éditions précédentes, se hisse 2e et médaillé d'argent ; le Français Jean Galfione complète pour la première fois le podium des vainqueurs.

## Résultats

### Finale
| Rang               | Athlète           | Pays           | Essais | Essais | Essais | Essais | Essais | Essais | Marque | Notes |
| Rang               | Athlète           | Pays           | 5,60 m | 5,70 m | 5,80 m | 5,86 m | 5,92 m | 6,15 m | Marque | Notes |
| ------------------ | ----------------- | -------------- | ------ | ------ | ------ | ------ | ------ | ------ | ------ | ----- |
| Médaille d'or      | Sergueï Bubka     | Ukraine        | -      | xo     | -      | -      | o      | 3x     | 5,92 m |       |
| Médaille d'argent  | Maksim Tarasov    | Russie         | -      | xo     | -      | o      | 3x     |        | 5,86 m |       |
| Médaille de bronze | Jean Galfione     | France         | o      | -      | xo     | xxo    | 3x     |        | 5,86 m |       |
| 4                  | Okkert Brits      | Afrique du Sud | xo     | -      | o      | -      | 3x     |        | 5,80 m |       |
| 5                  | Radion Gataullin  | Russie         | -      | o      | -      |        | 3x     |        | 5,70 m |       |
| 6                  | Scott Huffman     | États-Unis     | o      | xo     | 3x     |        |        |        | 5,70 m |       |
| 7                  | Igor Trandenkov   | Russie         | -      | xxo    | -      | 3x     |        |        | 5,70 m |       |
| 8                  | Dean Starkey      | États-Unis     | o      | 3x     |        |        |        |        | 5,60 m |       |
| 9                  | Andrei Tivontchik | Allemagne      |        |        |        |        |        |        | 5,60 m |       |
| 9                  | Igor Potapovich   | Kazakhstan     |        |        |        |        |        |        | 5,60 m |       |
| 11                 | Tim Lobinger      | Allemagne      |        |        |        |        |        |        | 5,40 m |       |
| —                  | Valeri Bukrejev   | Estonie        |        |        |        |        |        |        | NM     |       |

### Légende
Records et Performances
- AR : Record continental (area record)
- CR : Record des championnats (championship record)
- MR : Record du meeting (meet record)
- NR : Record national (national record)
- OR : Record olympique (olympic record)
- PR : Record paralympique (paralympic record)
- PB : Record personnel (personal best)
- SB : Meilleure performance personnelle de la saison (season's best)
- WL : Meilleure performance mondiale de l'année (world leader)
- WJR : Record du monde junior (world junior record)
- WR : Record du monde (world record)

Circonstances et Conditions
- DNF : N'a pas terminé (did not finish)
- DNS : N'a pas pris le départ (did not start)
- DQ : Disqualification (disqualification)
- NM : Aucun essai valable enregistré (No Mark)
- Q : Qualifié « directement » au prochain tour (ou à la prochaine compétition), lors d'une compétition majeure, grâce au classement ou à la réalisation des minima (automatic qualifier)
- q : Qualifié au prochain tour (ou à la prochaine compétition), lors d'une compétition majeure, grâce au repêchage ou à la réalisation de l'une des meilleures performances parmi celles des « non qualifiés directement » (grâce au meilleur temps ou à la meilleure distance par exemple) (secondary qualifier)